# Le Petit Paresseux
Le Petit Paresseux est un tableau réalisé par le peintre français Jean-Baptiste Greuze en 1755. Cette huile sur toile représente un enfant qui s'est endormi pendant sa lecture. Elle est aujourd'hui conservée au musée Fabre, à Montpellier.